# Бендрышев, Владимир Николаевич
Влади́мир Никола́евич Бе́ндрышев (15 июня 1920 — 9 февраля 2001) — советский дипломат. Чрезвычайный и полномочный посол.

## Биография
Окончил Московское высшее техническое училище им. Н. Э. Баумана и Высшую дипломатическую школу МИД СССР. На дипломатической работе с 1946 года.
- В 1947—1952 годах — сотрудник Секретариата ООН.
- В 1952—1955 годах — сотрудник центрального аппарата МИД СССР.
- В 1955—1959 годах — сотрудник постоянного представительства СССР при ООН.
- В 1959—1962 годах — сотрудник центрального аппарата МИД СССР.
- В 1962—1966 годах — советник постоянного представительства СССР при Отделении ООН и других международных организациях в Женеве.
- В 1966—1968 годах — заместитель постоянного представительства СССР при Отделении ООН и других международных организациях в Женеве.
- В 1968—1973 годах — на ответственной работе в центральном аппарате МИД СССР.
- С 18 декабря 1973 по 24 апреля 1978 года — чрезвычайный и полномочный посол СССР в Малайзии[1].
- В 1978—1983 годах — на ответственной работе в центральном аппарате МИД СССР.
- С 1983 года — начальник Управления по обслуживанию дипломатического корпуса МИД СССР.

С 1986 года — в отставке.

## Награды
- Орден Дружбы народов.
- Орден «Знак Почёта».
- Почётная грамота Президиума Верховного Совета РСФСР.